# Rock Believer

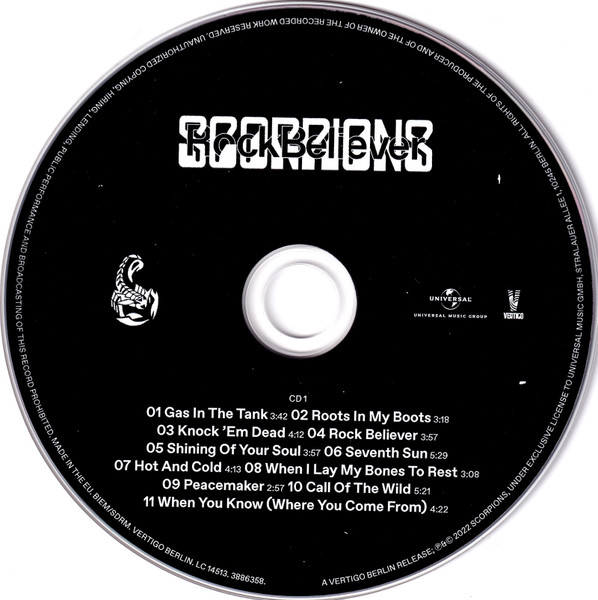
CD des Albums

Rock Believer erschien als 20. Studioalbum der deutschen Hard-Rock-Band Scorpions am 25. Februar 2022.

## Entstehung und Tour
Rock Believer ist das erste Scorpions-Studioalbum mit Mikkey Dee am Schlagzeug. Der Schwede, langjähriger Schlagzeuger der Band Motörhead, ersetzte James Kottak 2016. Sieben Jahre sind die längste Zeitspanne zwischen zwei Scorpions-Studioalben. Die Band präsentierte am 29. September 2021 den offiziellen Albumnamen sowie den avisierten Veröffentlichungstermin der Single Peacemaker. Diese sollte am 21. Oktober 2021 erscheinen.
Die Band wollte das Album ursprünglich in Los Angeles aufnehmen, konnte dies aufgrund der COVID-19-Pandemie jedoch nicht realisieren. Die Aufnahmen erfolgten in den Peppermint Park Studios in Hannover, das Mixing in den Hansa Studios durch Michael Ilbert. Der US-amerikanische Produzent Greg Fidelman unterstützte die Band am Anfang via Zoom-Meetings. Die Produktion wurde dann von Hans Martin Buff und den Scorpions selbst übernommen.
Das in Rot gehaltene Albumcover zeigt eine Frau, deren Gesicht von einem halbdurchsichtigen, eng anliegenden Stoff bedeckt ist. In ihrem Mund, der zu einem lauten Schrei geöffnet ist, sitzt ein Skorpion. Das Coverfoto stammt von Jeff Thrower, die weiteren Fotos von Marc Theis. Sie entstanden teilweise im Kloster Loccum, so beispielsweise im Kapitelsaal.
Laut Klaus Meine liege der Fokus wieder auf härteren Songs, die dem Stil ihrer frühen Alben entsprechen würden:

„Der Grundgedanke war eben auch, diese achtziger Jahre- und siebziger Jahre-Scorpions-DNA wieder neu zu beleben und diesen Sound wiederzufinden. Einfach zusammen rocken, monatelang im Hannoveraner Studio. Wir wollten so ein bisschen aus der Komfortzone raus und wollten vor allen Dingen ein Album machen, was mehr edgy ist und nicht so – ja, am Ende wurde unser Sound vielleicht ein bisschen zu sehr glattgebügelt, mit großen Chören und allem.“

Nach der Veröffentlichung des Albums startete im April 2022 die Rock Believer World Tour mit einer Konzertreihe in Las Vegas. Die Konzerte in Deutschland und der Schweiz wurden wegen der Corona-Lage auf 2023 verschoben. Die Tournee endete am 16. Juli 2023 in Portugal.

## Titelliste

### Standard Edition
Die Standard Edition enthält 11 Lieder:
1. Gas in the Tank (Meine, Schenker) – 3:41
2. Roots in My Boots (Meine, Schenker) – 3:17
3. Knock 'Em Dead (Meine, Schenker) – 4:12
4. Rock Believer (Meine, Schenker) – 3:57
5. Shining of Your Soul (Meine, Schenker, Fidelman) – 3:58
6. Seventh Sun (Meine, Schenker, Buff, Powitzer, Fidelman) – 5:31
7. Hot and Cold (Meine, Jabs) – 4:13
8. When I Lay My Bones to Rest (Meine, Schenker) – 3:08
9. Peacemaker (Meine, Schenker, Mąciwoda) – 2:56
10. Call of the Wild (Meine, Schenker) – 5:21
11. When You Know (Where You Come From) (Meine, Schenker) – 4:22

### Deluxe Edition
Die Deluxe Edition enthält die Standard Edition und fünf Bonustracks:
1. Shoot for Your Heart (Meine) – 4:02
2. When Tomorrow Comes (Meine, Schenker) – 3:48
3. Unleash the Beast (Meine, Schenker) – 4:18
4. Crossing Borders (Meine, Jabs) – 3:38
5. When You Know (Where You Come From) (Acoustic Version) (Meine, Schenker) – 3:45

Die Deluxe Edition wird auf physischen Datenträgern als Ltd. Deluxe Edition betitelt.

### Japanische Edition
1. Gas in the Tank (Meine, Schenker) – 3:41
2. Roots in My Boots (Meine, Schenker) – 3:17
3. Knock 'Em Dead (Meine, Schenker) – 4:12
4. Rock Believer (Meine, Schenker) – 3:57
5. Shining of Your Soul (Meine, Schenker, Fidelman) – 3:58
6. Seventh Sun (Meine, Schenker, Buff, Powitzer, Fidelman) – 5:31
7. Hot and Cold (Meine, Jabs) – 4:13
8. When I Lay My Bones to Rest (Meine, Schenker) – 3:08
9. Peacemaker (Meine, Schenker, Mąciwoda) – 2:56
10. Call of the Wild (Meine, Schenker) – 5:21
11. When You Know (Where You Come From) (Meine, Schenker) – 4:22
12. Shoot for Your Heart (Meine) – 4:02
13. When Tomorrow Comes (Meine, Schenker) – 3:48
14. Unleash the Beast (Meine, Schenker) – 4:18
15. Crossing Borders (Meine, Jabs) – 3:38
16. When You Know (Where You Come From) (Acoustic Version) (Meine, Schenker) – 3:45
17. Out Go the Lights (Meine, Schenker) – 3:39

Bei der japanischen Ausgabe des Albums sind im Gegensatz zur europäischen und US-amerikanischen Deluxe Edition alle Songs auf eine CD gepresst. „Out Go the Lights“ ist ein exklusiver Bonustrack der japanischen Edition.

## Chartplatzierungen
Rock Believer stieg im Vereinigten Königreich auf Rang 18 ein. Für die Scorpions war es die beste Platzierung in den britischen Albumcharts seit Savage Amusement 1988. Das Album erreichte Platz eins der polnischen und wallonischen Charts.
| ChartsChartplatzierungen       | Höchstplatzierung | Wochen |
| ------------------------------ | ----------------- | ------ |
| Deutschland (GfK)              | 2 (14 Wo.)        | 14     |
| Österreich (Ö3)                | 4 (4 Wo.)         | 4      |
| Schweiz (IFPI)                 | 2 (10 Wo.)        | 10     |
| Vereinigtes Königreich (OCC)   | 18 (1 Wo.)        | 1      |
| Vereinigte Staaten (Billboard) | 59 (1 Wo.)        | 1      |

| ChartsJahrescharts (2022) | Platzierung |
| ------------------------- | ----------- |
| Deutschland (GfK)         | 22          |
| Schweiz (IFPI)            | 77          |